# Xenimpia dohertyi
Xenimpia dohertyi là một loài bướm đêm trong họ Geometridae.